# David Soren

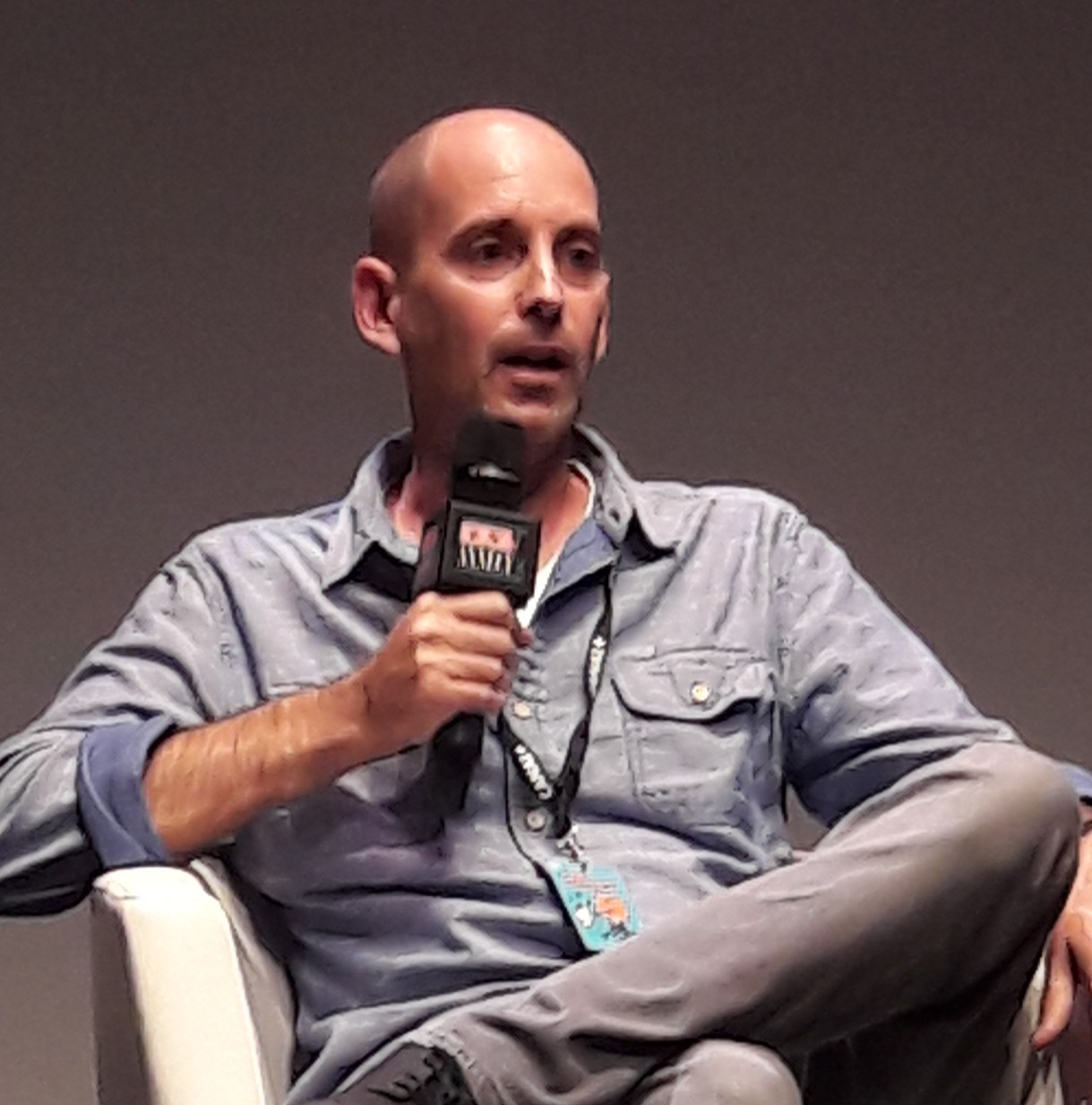
David Soren (2017)

David Soren (* 19. April 1973 in Toronto) ist ein kanadischer Drehbuchautor, Synchronsprecher, Filmregisseur und Storyboardzeichner bei Dreamworks Animation.

## Leben und Karriere
David Soren wurde in Toronto geboren ging in Hamilton auf das Sheridan College. Sein letztes Studentenprojekt war der animierter Kurzfilm Mr. Lucky, der viele Auszeichnungen erhielt und für den Oscar 1997 in den Wettbewerb aufgenommen wurde. Soren arbeitete in Toronto bei Nelvana als Animator und Storyboard-Künstler. Von dort aus ging er zu DreamWorks Animation, wo er bei Chicken Run, Für immer Shrek, Ab durch die Hecke und bei Shark Tale mitarbeitete. 2009 inszenierte und schrieb er seinen ersten eigenen Kurzfilm, das TV-Weihnachtsspecial Fröhliches Madagascar, gefolgt von Verrücktes Madagascar, einem TV-Valentinstag-Special von 2013. Im selben Jahr kam Turbo – Kleine Schnecke, großer Traum und 2017 Captain Underpants – Der supertolle erste Film, der auf Dav Pilkey’s Kinderbuchreihe „Käpt’n Superslip“ basiert.

## Filmografie
- 1997: Mr. Lucky (Autor, Regisseur und Stimme von Mr. Train Man)
- 2004: Große Haie – Kleine Fische (Autor und Stimme von Shrimp / Worm / Starfish)
- 2009: Fröhliches Madagascar (Autor, Regisseur und Stimme von Lemuren)
- 2013: Verrücktes Madagascar (Autor, Regisseur und Stimme von Lemuren)
- 2013: Turbo – Kleine Schnecke, großer Traum (Autor, Regisseur und Sprecher)
- 2013–2016: Turbo FAST (Autor)
- 2017: Captain Underpants – Der supertolle erste Film (Autor, Regisseur und Stimme von Tommy)
- 2023: Angespült – Ein Krabbenteuer (Under the Boardwalk) (Stimme)